# 庸俗主義
庸俗主義（英語：Philistinism），是一種貶低、蔑視藝術、美、靈性的反智主義。信仰庸俗主義的人有時按照音譯譯為菲力斯丁（philistine）。一個菲力斯丁通常以物質主義為行事原則。
這個詞最早出現于19世紀，在德語中為Philister，意思是沒有上過大學的人。馬修·阿諾德將德文Philister一詞引入英文，而有今意，由此出名。

## 外部連接

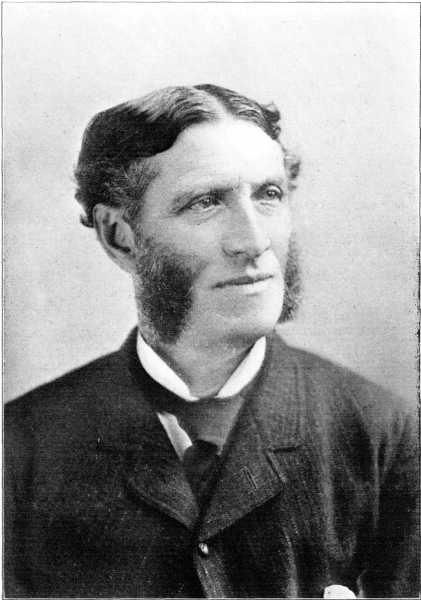
馬修·阿諾德

- V.I. Lenin "Philistinism in Revolutionary Circles" 1906 （页面存档备份，存于）